# Економайзер

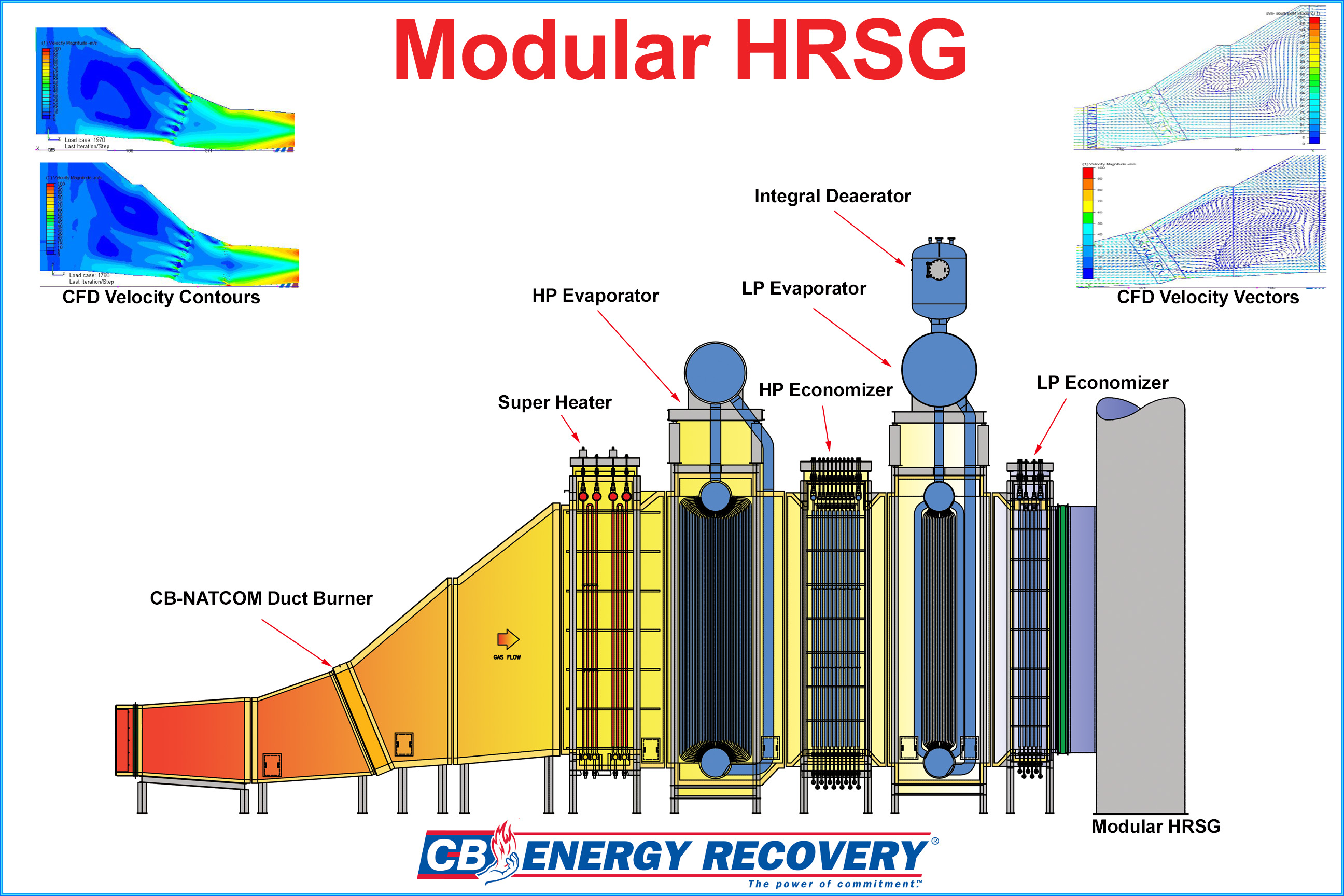
Приклад застосування економайзера в парогенераторі Modular HRSG

Економа́йзер (рос. экономайзер; англ. economizer; нім. Ekonomiser m, Eko, Speisewasservorwärmer m, Abgasvorwärmer m) — пристрій для підігрівання води в котельних установках, повітря в теплообмінних апаратах або для регулювання складу горючої суміші в карбюраторах двигунів.
У технології парових котлів економайзер (скорочено EМР) — це підігрівач живильної води. Димовий газ проходить через економайзер при відносно низьких температурах, попередньо втративши більшу частину свого тепла на поверхнях нагріву випарника, перегрівача та перегрівача. Економайзер використовує залишкове тепло димового газу, яке більше не може бути використане паровим котлом, оскільки його можна охолодити лише до температури пари, для нагрівання холодної живильної води до температури котла. Сам економайзер зазвичай складається з колектора на вході та колектора на виході, в який інтегровані нагріті труби.